# Trashed (Skin)
Trashed è il singolo di debutto da solista di Skin. Il singolo uscito nel giugno 2003 è stato poi inserito in Fleshwounds.

## Tracce

### UK CD single
1. "Trashed"
2. "On and On"
3. "Video Interview"

### UK DVD single
1. "Trashed" (Video)
2. "On and On" (Audio)
3. "The Girl Who Never Cries" (Audio)

## Classifiche
| Classifica (2003) | Posizione massima |
| ----------------- | ----------------- |
| Italia            | 6                 |
| Paesi Bassi       | 96                |
| Regno Unito       | 30                |
| Russia            | 44                |
| Svizzera          | 98                |